# Анджело Кабріні
Анджело Кабріні (італ. Angelo Cabrini, 14 лютого 1917, Павія — 1 грудня 1987, Рим) — італійський військовик, учасник Другої світової війни, нагороджений Золотою медаллю «За військову доблесть».

## Біографія
Анджело Кабріні народився 14 лютого 1917 року у Павії. Після закінчення ліцею вступив до Військово-морської академії в Ліворно. Закінчив її  у званні гардемарина і у лютому 1940 року був призначений на службу на крейсері «Дука дельї Абруцці».
У червні того ж року отримав званні молодшого лейтенанта і був переведений до складу 10-ї флотилії МАС у Ла-Спеції. 
26 березня 1941 року брав участь в атаці на бухту Суда, де зосередились значні сили британського флоту. В результаті атаки начиненими вибухівкою човнами були пошкоджені  важкий крейсер «Йорк» (згодом добитий німецькою авіацією) та танкер «Періклус» (затонув під час спроби евакуації на ремонт).   
Проте всі шість італійських бойових плавців, в тому числі Анджело Кабріні, потрапили до полону.
У 1942 році, під час перебування у полоні, отримав звання лейтенанта. Повернувся до Італії у 1945 році, брав участь у війні проти нацистів. Згодом командував групами тральщиків, що здійснювала розмінування поблизу Монфальконе  та Градо.
Пізніше ніс службу на крейсері «Раймондо Монтекукколі» та навчальному кораблі «Амеріго Веспуччі». У 1952 році отримав звання капітана II рангу і переведений у Військово-морську академію в Ліворно.
У 1956 році був переведений на службу у Генеральному штабі флоту, у 1960 році призначений командувачем 10-ї ескадри корветів, пізніше - капітаном есмінця «Артільєре». У 1961 році призначений військово-морським аташе в посольстві Італії в Іспанії. Того з року отримав звання капітана I рангу.
Після повернення в Італії очолив командування 8-ї групи флоту, пізніше командував Командою бойових плавців та водолазів (італ. Comando Subacquei ed Incursori), а згодом Школою корпусу екіпажів військово-морських сил (італ. Corpo degli equipaggi militari marittimi) в Таранто.
Отримавши звання дивізійного адмірала, протягом 1969-1972 років керував Військово-морською академією в Ліворно, потім був заступником командувача військово-морських сил в Ла-Спеції, у 1973 році командував військово-морськими силами на Сардинії та 9-ю дивізією флоту. У 1977 році отримав звання віцеадмірала та переведений в запас. 
Помер 1 грудня 1987 року в Римі. 

## Вшанування
На честь Анджело Кабріні названий швидкісний патрульний катер Angelo Cabrini (P 420) однойменного типу. Закладений у 2016 році, у 2019 році вступив до складу флоту.

## Нагороди
- Золота медаль «За військову доблесть»